# حد أدنى للسكان القابلين للحياة
الحد الأدنى من السكان المستدامين أو الحد الأدنى للسكان القابلين للحياة (بالإنجليزية: Minimum viable population، ويُعرف اختصارًا MVP) هو حد أدنى لسكان الأنواع، بحيث يمكن أن تعيش في البرية. يستخدم هذا المصطلح بشكل شائع في مجالات علم الأحياء والإيكولوجيا وبيولوجيا الحفظ. يشير المصطلح إلى أصغر حجم ممكن يمكن أن يتواجد فيه المجتمع البيولوجي دون مواجهة الانقراض من الكوارث الطبيعية أو العشوائية الديموغرافية أو البيئية أو الجينية. يتم تعريف مصطلح «السكان» على أنه مجموعة من الأفراد المتزاوجين في منطقة جغرافية مماثلة تخضع لتدفق جيني ضئيل مع مجموعات أخرى من الأنواع. عادة، يتم استخدام المصطلح للإشارة إلى السكان البرية، ولكن يمكن أيضًا استخدامها للحفظ خارج الموقع الطبيعي (سكان حديقة الحيوان).

تمثيل رسومي للنمو السكاني على إجمالي السكان. K تمثل القدرة الاستيعابية ، وMVP هو الحد الأدنى من السكان القابلين للحياة.

## تقدير
لا يوجد تعريف فريد لما هو عدد السكان الكافي لاستمرار الأنواع، لأن ما إذا كان النوع على قيد الحياة سيعتمد إلى حد ما على الأحداث العشوائية. وبالتالي فإن أي حساب للحد الأدنى من السكان قابلة للحياة (MVP) سيعتمد على نموذج الإسقاط السكاني المستخدم. يمكن استخدام مجموعة من الإسقاطات العشوائية لتقدير حجم السكان الأولي المطلوب (بناءً على الافتراضات في النموذج) ليكون هناك (على سبيل المثال) احتمالية 95٪ أو 99٪ للبقاء على قيد الحياة، مثل 1000 سنة في المستقبل. تستخدم بعض النماذج الأجيال كوحدة زمنية بدلاً من سنوات، من أجل الحفاظ على الاتساق بين الأصناف. تستخدم هذه الإسقاطات المحاكاة الحاسوبية لنمذجة السكان باستخدام المعلومات الديموغرافية والبيئية لإسقاط الديناميات السكانية المستقبلية.

## انقراض

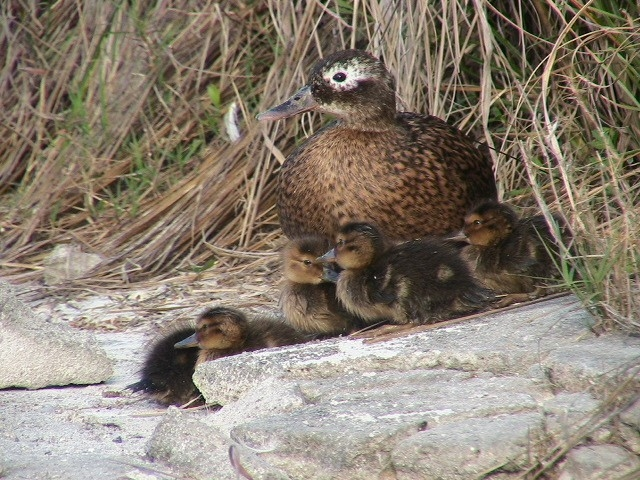
في عام 1912 ، كانت بطة ليسان يبلغ تعدادها الفعال 7 على الأكثر.

المجموعات السكانية الصغيرة معرضة لخطر الانقراض أكثر من المجموعات السكانية الكبيرة بسبب المجموعات السكانية الصغيرة التي لديها قدرة أقل على التعافي من الأحداث العشوائية العشوائية (أي العشوائية). يمكن تقسيم هذه الأحداث إلى أربعة مصادر:
العشوائية الديموغرافية
غالبًا ما تكون العشوائية الديموغرافية قوة دافعة نحو الانقراض في السكان الذين يقل عددهم عن 50 فردًا. تؤثر الأحداث العشوائية على خصوبة وبقاء الأفراد في السكان، وتميل هذه الأحداث في مجموعات أكبر إلى الاستقرار نحو معدل نمو ثابت. ومع ذلك، في مجموعات صغيرة من السكان هناك تباين أكبر بكثير، والذي يمكن أن يؤدي بدوره إلى الانقراض. 
العشوائية البيئية
التغييرات الصغيرة والعشوائية في المكونات غير الأحيائية والأحيائية في النظام البيئي التي يسكنها السكان تقع تحت العشوائية البيئية. ومن الأمثلة على ذلك التغيرات في المناخ بمرور الوقت، ووصول أنواع أخرى تتنافس على الموارد. على عكس العشوائية الديموغرافية والوراثية، تميل العشوائية البيئية إلى التأثير على السكان من جميع الأحجام.
الكوارث الطبيعية
امتداد العشوائية البيئية، والكوارث الطبيعية هي أحداث عشوائية، واسعة النطاق مثل العواصف الثلجية، الجفاف، العواصف، أو الحرائق التي تقلل من عدد السكان مباشرة في غضون فترة زمنية قصيرة. الكوارث الطبيعية هي أصعب الأحداث التي يمكن التنبؤ بها، وغالبًا ما تواجه نماذج MVP صعوبة في حسابها.
العشوائية الجينية
المجموعات الصغيرة معرضة للمؤشر العشوائي الجيني، والتغير العشوائي في ترددات الأليل بمرور الوقت، والمعروف أيضًا بالانحراف الجيني. يمكن أن يتسبب الانحراف الجيني في اختفاء الأليلات من مجموعة سكانية، وهذا يقلل التنوع الجيني. في المجموعات السكانية الصغيرة، يمكن أن يؤدي التنوع الجيني المنخفض إلى زيادة معدلات التزاوج، مما قد يؤدي إلى اكتئاب التزاوج، حيث يفقد مجتمع مكون من أفراد متشابهين وراثيًا لياقته. يقلل التزاوج بين السكان من اللياقة البدنية من خلال جعل الأليلات المتنحية الضارة أكثر شيوعًا بين السكان، وكذلك عن طريق تقليل القدرة على التكيف. ما يسمى بـ «قاعدة 50/500»، حيث يحتاج السكان إلى 50 فردًا لمنع الاكتئاب الداخلي، و500 فرد للحماية من الانحراف الجيني بشكل عام، هو مقياس مرجعي يُستخدم كثيرًا لـ MVP، لكن دراسة حديثة تشير إلى أن هذا المبدأ التوجيهي غير قابل للتطبيق عبر مجموعة متنوعة من الأصناف.